# BMW E21
La sigla BMW E21 identifica la prima generazione della Serie 3, un'autovettura di fascia medio-alta prodotta dal 1975 al 1983 dalla casa automobilistica tedesca BMW.

## Profilo e storia

### Genesi del modello
Nel 1970 la BMW si era oramai risollevata dalla profonda crisi economica che l'aveva accompagnata durante i primi quindici anni del dopoguerra. Il successo della Neue Klasse prima e della Serie 02 dopo avevano riportato le casse della Casa di Monaco a livelli molto più tranquillizzanti. Giunse così il momento di pensare proprio all'erede della Serie 02, ancora sulla cresta dell'onda dal punto di vista commerciale. In quel 1970, quindi, fu avviato il progetto E21, destinato alla realizzazione del nuovo modello di base della gamma BMW. La Serie 02, dal canto suo, non aveva esaurito le frecce nel suo arco, tanto che nei primi anni del nuovo decennio sarebbero state lanciate nuove versioni, tra cui la "cattivissima" 2002 Turbo. Quanto alle specifiche inerenti al progetto E21, affidato all'ingegner Bernhard Osswald, si volevano eliminare almeno alcuni dei difetti che avevano caratterizzato il modello precedente. Tra questi nei, uno dei principali era nella scarsa abitabilità interna: si decise pertanto di utilizzare un nuovo pianale, caratterizzato dall'interasse allungato di 63 mm. Inoltre la nuova vettura doveva rispondere in maniera più concreta ai requisiti di sicurezza passiva, che in quegli anni stavano cominciando a divenire più severi. Per quanto riguardava il disegno della carrozzeria, il compito fu affidato a Paul Bracq, appena giunto alla BMW come responsabile del design. Per non rompere eccessivamente con le linee della Serie 02, linee che avevano riscosso un ottimo successo di pubblico, Bracq cercò di non discostarsene troppo, pur mirando ad un disegno più moderno. Dopo aver "congelato" le linee definitive nella primavera del 1974, si passò alla realizzazione della scocca, che dopo un'accurata progettazione risultò essere sensibilmente più rigida rispetto alla 02.
I primi collaudi della meccanica, nel frattempo, vennero effettuati utilizzando il nuovo pianale previsto per la E21, ma con scocca della 2002 Touring, opportunamente modificata per poter essere montata appunto sul nuovo pianale.
Nel febbraio del 1975 vi fu una prima presentazione della vettura, presentazione riservata alla sola rete di concessionarie BMW tedesche. Tale evento, peraltro decisamente insolito dal punto di vista della location e delle modalità di svolgimento, si svolse in un teatro di Amburgo, dove avvenne una rappresentazione teatrale che vide protagonista un esemplare di pre-serie della E21 ed alcuni personaggi al vertice della Casa.
Il 2 maggio dello stesso anno vi fu l'avvio delle linee di produzione destinate alla E21, mentre due mesi dopo, il 3 luglio, la vettura fu presentata per la prima volta alla stampa, che ne apprezzò l'impatto estetico, specie nel frontale.
La presentazione al pubblico avvenne invece il 10 settembre 1975 al salone dell'automobile di Francoforte. Durante il periodo della kermesse tedesca, avvennero le prime consegne della neonata BMW.

### Design ed interni
Come già accennato, la carrozzeria della E21 fu realizzata dall'équipe guidata da Paul Bracq: tuttavia vi fu un fatto che a volte costituisce ancor oggi motivo di dispute riguardanti la paternità stilistica del progetto. Alla fine del 1974, Bracq lasciò la BMW per la Peugeot, ed al suo posto giunse Claus Luthe che acquisì i diritti del disegno della carrozzeria. In genere, però, la E21 è quasi unanimemente attribuita al designer francese in forza alla BMW durante la prima metà degli anni settanta. Non si trattava di un capolavoro di aerodinamicità, poiché il Cx era di 0.43, ma la qualità del trattamento contro la corrosione era di alto livello. La prima generazione della Serie 3, pur conservando una sua ben precisa personalità grazie alla carrozzeria a tre volumi e a due porte, cercava di mantenere il family feeling con il più recente modello BMW, ossia la Serie 5 E12. Si ritrova quindi anche in questo caso il frontale inclinato in avanti con la calandra in plastica nera, tagliata a metà dallo stemma del "doppio rene". I gruppi ottici erano singoli nelle versioni con motore sotto i due litri di cilindrata, mentre erano doppi nelle versioni dai due litri in su. La fiancata protesa anch'essa in avanti ispirava una sensazione di sportività, ovviamente voluta da Paul Bracq per rendere il corpo vettura più grintoso. La linea di cintura piuttosto bassa rendeva più agile la vista d'insieme, mentre l'ampia superficie vetrata rendeva più luminoso l'abitacolo. Oltretutto era presente il famoso montante posteriore in stile Hofmeister. Meno convincente la coda, caratterizzata dai gruppi ottici rettangolari a sviluppo orizzontale, ma anche dal fatto che per il resto appariva incompleta perché completamente priva di altri elementi stilistici, a parte la scanalatura che collegava i due gruppi ottici.
L'abitacolo, nonostante gli sforzi dei progettisti, non riuscì a migliorare di molto l'abitabilità interna, che rimase quindi uno dei punti deboli della vettura. In compenso, una delle più significative innovazioni si ebbe nella plancia, progettata e realizzata seguendo criteri ergonomici, uno tra i primi esempi di plancia progettata in tal senso, poiché orientata verso il conducente. I sedili erano provvisti di poggiatesta regolabili e cinture di sicurezza, mentre completamente riprogettato fu il sistema di ventilazione, integrabile a richiesta con il condizionatore. A seconda della sua presenza o meno, la console centrale assumeva due configurazioni ben diverse tra loro. A bordo dell'auto la rumorosità del motore e dei fruscii d'aria era ridotta grazie al buon lavoro di insonorizzazione.

### Struttura, meccanica e motori

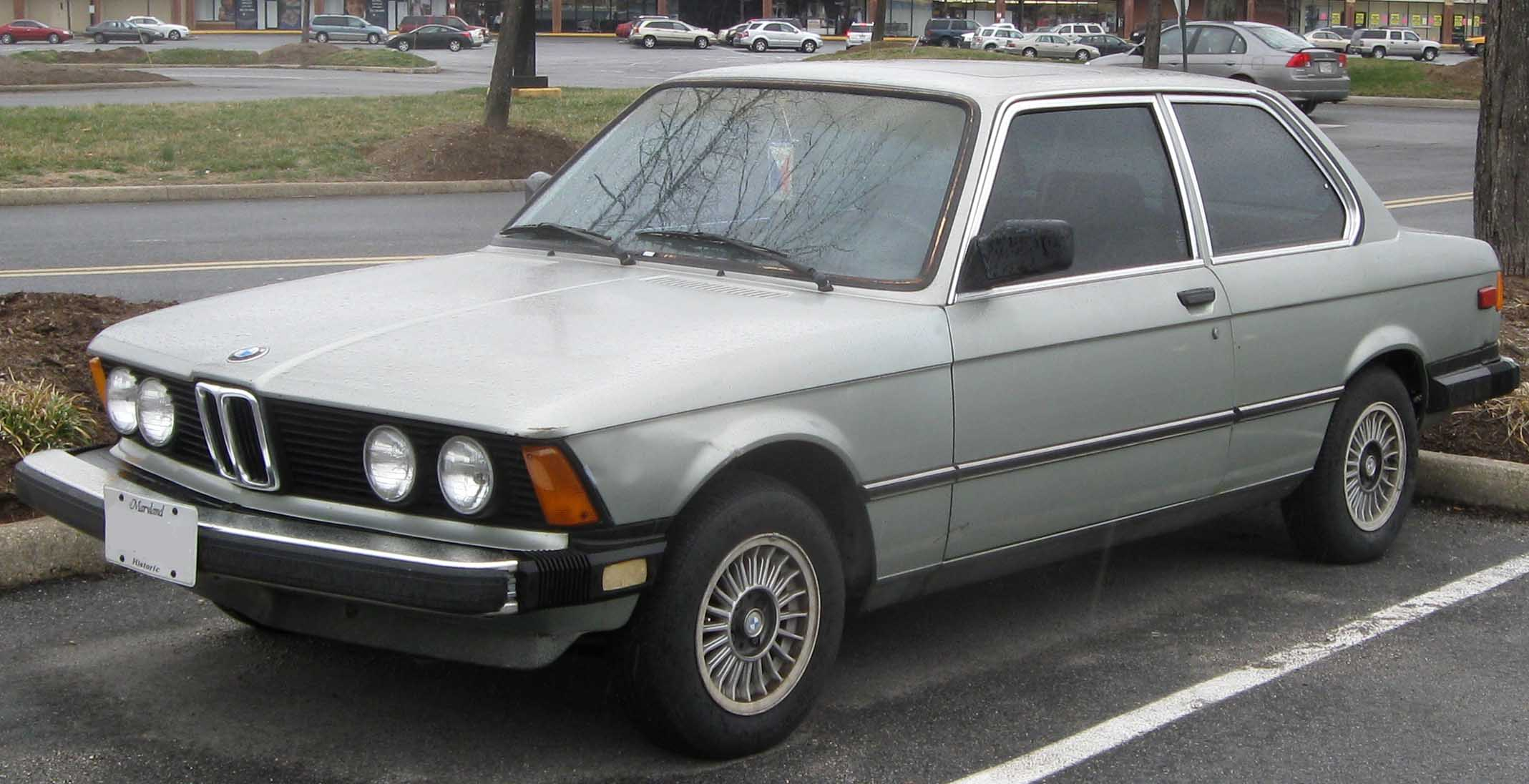
Una 320i E21 destinata al mercato USA: notare i doppi fari tipici dei modelli 320 e 323, ma soprattutto i grossi paraurti ad assorbimento d'urto utilizzati all'epoca nelle vetture omologate per il mercato d'oltreoceano

La struttura della E21 era stata progettata cercando di ottemperare ai più recenti criteri di sicurezza: la scocca era pertanto del tipo a deformazione programmata e la sua rigidità torsionale venne aumentata di circa il 18% rispetto al valore registrato nella Serie 02. Sempre in tema di sicurezza va ricordato che negli esemplari destinati al mercato USA vennero montati i grossi e prominenti paraurti ad assorbimento d'urto, una soluzione che negli anni settanta era tipica praticamente di tutte le vetture europee esportate oltreoceano. Tale soluzione, oltre ad accrescere leggermente gli ingombri in lunghezza della vettura, ne aumentò anche il peso di circa un quintale.
La meccanica della E21 riprese alcune basi già viste nella Serie 02, ma con geometrie completamente riprogettate e volte ad accrescerne il comfort di marcia e a rendere la vettura più stabile sul bagnato. Nel modello precedente, infatti, le sospensioni troppo reattive potevano mettere in difficoltà il guidatore meno smaliziato. In generale, quindi, si ritrovano gli schemi a ruote indipendenti sui due assi: avantreno di tipo MacPherson con molle elicoidali e tamponi in gomma e retrotreno a bracci triangolari, sempre con molle elicoidali. Erano presenti ovviamente anche ammortizzatori idraulici telescopici sui due assi per tutta la gamma, ma anche barre stabilizzatrici di serie sulle versioni di punta.
L'impianto frenante era di tipo misto, vale a dire con dischi sull'avantreno e tamburi al retrotreno. Sulle versioni di punta i dischi erano di tipo autoventilato, ed in ogni caso venivano utilizzati dischi di diametro maggiore rispetto a quelli utilizzati sull'avantreno della Serie 02. Era presente su tutta la gamma il servocomando idraulico.
Una piccola novità riguardava lo sterzo, che vide l'abbandono della soluzione a circolazione di sfere, in favore del sistema a cremagliera. In questo caso, però, non era presente il servosterzo, disponibile a richiesta solo sulle versioni di punta e comunque non fin dall'inizio, ma solo in un secondo momento. Ancora più in là negli anni, tale dispositivo sarebbe stato proposto come optional anche su altre versioni minori.
Al suo debutto, la E21 venne proposta con motorizzazioni derivate direttamente da quelle che equipaggiavano la Serie 02. Quattro erano i motori previsti, tutti a benzina:
- 316: versione di accesso alla gamma, con motore M10 da 1573 cm³ alimentato a carburatore e con potenza massima di 90 CV;
- 318: versione intermedia con motore M10 da 1766 cm³ con alimentazione a carburatore e potenza massima di 98 CV;
- 320: versione intermedia con motore M10 da 1990 cm³ con alimentazione a carburatore e potenza massima di 109 CV;
- 320i: versione di punta con motore M10 da 1990 cm³, con alimentazione ad iniezione meccanica e potenza massima di 125 CV.

Il cambio abbinato a tutte le motorizzazioni era di tipo manuale ed a 4 marce. Esso suscitò molte critiche per i suoi rapporti troppo corti che penalizzavano velocità massima e consumi. In alternativa era disponibile come optional un cambio automatico a 3 rapporti. Dai modelli 320 in poi differivano visivamente dagli altri modelli a quattro cilindri più piccoli dai fari anteriori composti da diodi doppi circolari.

## Evoluzione

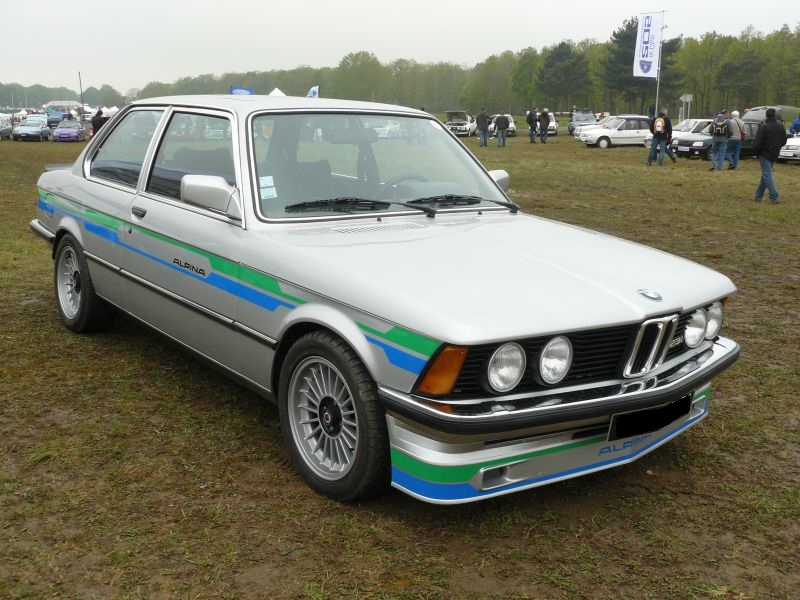
BMW 323i E21 o Alpina B6

La produzione e la commercializzazione della E21 vennero quindi avviate rispettivamente nella primavera e nell'estate del 1975. Nonostante le diverse pecche di cui ancora soffriva la E21 (abitabilità ancora ridotta, tenuta di strada sul bagnato non eccezionale, cambio decisamente migliorabile, prestazioni anch'esse migliorabili, ecc.), il prezzo di listino fu decisamente elevato e nonostante ciò, la vettura riscosse successo immediato.
Nel gennaio 1976 vi fu già una rivisitazione estetica: la coda, oggetto di critiche perché considerata incompleta, fu arricchita con una fascia alettata in plastica nera che andò a ricoprire l'ampia scanalatura in tinta presente fino a quel momento tra i due gruppi ottici in tinta. Non solo, ma in molti mercati la BMW effettuò richiami sui primi esemplari per montare tale fascia anche dove non inizialmente prevista.
Nel settembre 1976 vi furono alcune migliorie nella qualità dei rivestimenti interni e in alcuni accessori a richiesta, come il cambio manuale a 5 marce disponibile con sovrapprezzo per la 320i.
Nel frattempo, divennero pressanti le critiche dei proprietari di 320i, delusi dalle prestazioni non all'altezza: il loro motore 2 litri ad iniezione era meno prestante di quello presente a suo tempo sulle 2002tii, forte di 5 CV in più e di un peso ridotto. Per questi motivi, nel 1977 al Salone di Francoforte vennero presentati due nuovi modelli: la 320 a 6 cilindri, nota anche come 320/6 ed equipaggiata dal nuovo 2 litri da 122 CV (sempre a carburatore), e la 323i, con motore sempre a 6 cilindri ma da 2315 cm³ ed in grado di erogare fino a 143 CV. Questi due modelli andarono a sostituire rispettivamente la vecchia 320 e la precedente 320i, entrambe con motore a 4 cilindri. La 323i, però, non sarebbe entrata in listino che dal marzo dell'anno seguente. Il cambio rimase però sempre lo stesso manuale a 4 marce. La nuova gamma subì alcuni aggiornamenti di dettaglio, ma si arricchì anche con l'arrivo della cabrio-targa TC Baur. Nel 1975 l'Alpina realizzò una versione a alte prestazioni della 320 E21. Denominata A1/3, impiegava come propulsore un M10 2.0 abbinato a due carburatori Solex che erogava la potenza di 122 CV con coppia di 170 Nm. L'accelerazione da 0 a 100 km/h avveniva in 9,7 secondi, con velocità massima di 181 km/h. La produzione di tale versione terminò nel 1977. La stessa cosa avvenne l'anno successivo, quando ulteriori novità di dettaglio vennero introdotte nella gamma E21. Un restyling leggermente più marcato si ebbe nel settembre del 1979, quando la prima generazione della Serie 3 venne proposta con il fascione paraurti inferiore di nuovo disegno, lo specchietto retrovisore esterno con calotta aerodinamica e regolabile elettricamente ed i gruppi ottici posteriori che integravano il retronebbia. Nell'abitacolo venne proposta una plancia ridisegnata ed una nuova strumentazione.
Nel 1980 si ebbe una rivisitazione ai motori a 4 cilindri, in maniera tale da ridurre i consumi e da adeguarli al nuovo regime fiscale vigente in Germania. La 316 abbandonò il 1.6 da 90 CV in favore di un 1.8 della stessa potenza, mentre la 318 venne sostituita dalla 318i, dotata del 1.8 ad iniezione da 105 CV.
Nel marzo del 1981 venne introdotta la 315, nuova versione di base della gamma E21: tale versione era equipaggiata con il 1.6 utilizzato fino all'anno prima sulla 316, ma che in questo caso era depotenziato a 75 CV. Due mesi dopo, la milionesima E21 uscì dalle linee di montaggio BMW. Si trattò del primo modello BMW a varcare tale soglia. Nello stesso anno si ebbero nuovamente modifiche ed aggiornamenti di dettaglio.
Nel 1982, durante gli ultimi mesi di produzione della E21, vennero introdotte delle versioni a tiratura limitata, denominate Edition E (disponibile per tutti i modelli tranne la 315 e la 316) ed Edition S (solo per la 323i). Nel settembre dello stesso anno la produzione della E21 cessò definitivamente quasi del tutto. Il modello cedette così il passo alla seconda generazione della Serie 3, denominata E30. Si è detto che la produzione cessò "quasi del tutto", poiché in realtà, fino al 1983, continuò la produzione della solo versione 315 come modello di base dell'intera gamma BMW.

### La cabriolet Baur
Come già avvenne a suo tempo con la 2002 "aperta" carrozzata da Baur, così anche per la E21 si considerò subito la possibilità di derivarne una versione cabriolet, sempre con la collaborazione del carrozziere tedesco. I lavori per la realizzazione del modello ebbero termine nel marzo del 1976, quando venne realizzato il primo esemplare di preserie, su base 320 con motore a carburatore. L'avvio della commercializzazione vera e propria, però, non avvenne che un anno dopo. La nuova "scoperta" della carrozzeria Baur di Stoccarda non era in realtà una vera cabriolet: come l'antenata 2002, infatti, si trattava in effetti di una vettura tipo "targa", cioè di una vettura con carrozzeria apribile, ma con un grosso roll-bar a ponte in corrispondenza dei due montanti centrali. Inoltre, non era presente un'unica vera capote, ma due unità distinte. In pratica, la zona sopra i sedili anteriori era coperta mediante un hard-top asportabile, mentre la zona sopra il divanetto posteriore era coperta da una capote che andava a scomparire in un alloggiamento situato fra il divanetto ed il bagagliaio.
Non fu però possibile assegnarle la denominazione Targa, poiché tale denominazione era stata brevettata dalla Porsche per la sua versione della 911 con carrozzeria analoga. La vettura venne perciò denominata TC Baur, dove TC stava per TopCabriolet.
Inizialmente realizzata solo sulla base dei modelli 320 e 323i, la TC Baur venne in seguito proposta anche con altre cilindrate. Alla fine della sua produzione, la configurazione TC Baur fu proposta praticamente su tutti i modelli, tranne che sulla 320i a 4 cilindri. Comunque è possibile che alcuni proprietari di 320i abbiano deciso di trasformare la loro vettura in TC Baur solo in un secondo momento, poiché la carrozzeria prevedeva anche questa possibilità. In totale furono prodotti 4.596 esemplari di TC Baur su base E21.

## Riepilogo caratteristiche
Di seguito vengono riepilogate le caratteristiche relative ai modelli previsti per la gamma E21 nell'arco della sua produzione. I prezzi riportati sono in migliaia di lire e si riferiscono al momento del debutto nel mercato italiano. I dati di produzione comprendono anche gli esemplari con carrozzeria Baur.
| Modello | Motore   | Cilindrata cm³ | Alimentazione            | Potenza CV/rpm | Coppia Nm/rpm | Massa a vuoto (kg) | Velocità max | Acceler. 0–100 km/h | Consumo (l/100 km) | Anni di produzione | Prezzo al debutto (lire x 1000) | Esemplari prodotti |
| 315     | M10B15   | 1573           | carburatore doppio corpo | 75/5800        | 110/3200      | 1.010              | 160          | 13"                 | 11                 | 1981-83            | 9.272                           | 107.298            |
| 316     | M10B16   | 1573           | carburatore doppio corpo | 90/6000        | 123/4000      | 1.020              | 161          | 12"                 | 12                 | 1975-80            | 3.808                           | 239.154            |
| 316     | M10B18   | 1766           | carburatore doppio corpo | 90/5500        | 140/4000      | 1.020              | 165          | 11"5                | 12                 | 1980-82            | 9.980                           | 97.880             |
| 318     | M10B18   | 1766           | carburatore doppio corpo | 98/5800        | 142/4000      | 1.020              | 168          | 12"                 | 12                 | 1975-80            | 3.976                           | 93.209             |
| 318i    | M10B18   | 1766           | Iniezione meccanica      | 105/5800       | 145/4500      | 1.030              | 175          | 11"                 | 11.5               | 1980-82            | 11.042                          | 192.561            |
| 320     | M10B20   | 1990           | carburatore doppio corpo | 109/5800       | 160/3700      | 1.030              | 173          | 11"5                | 12.5               | 1975-77            | 4.088                           | 118.405            |
| 320     | M20B20VE | 1990           | carburatore doppio corpo | 122/6000       | 160/4000      | 1.115              | 183          | 10"5                | 13                 | 1977-82            | 7.316                           | 270.445            |
| 320i    | M64      | 1990           | Iniezione meccanica      | 125/5700       | 172/4350      | 1.050              | 182          | 10"                 | 13                 | 1975-77            | 7.257                           | 98.899             |
| 323i    | M20B23KE | 2315           | Iniezione meccanica      | 143/6000       | 190/4500      | 1.135              | 192          | 9"5                 | 13                 | 1978-82            | 12.441                          | 137.107            |

## Attività sportiva

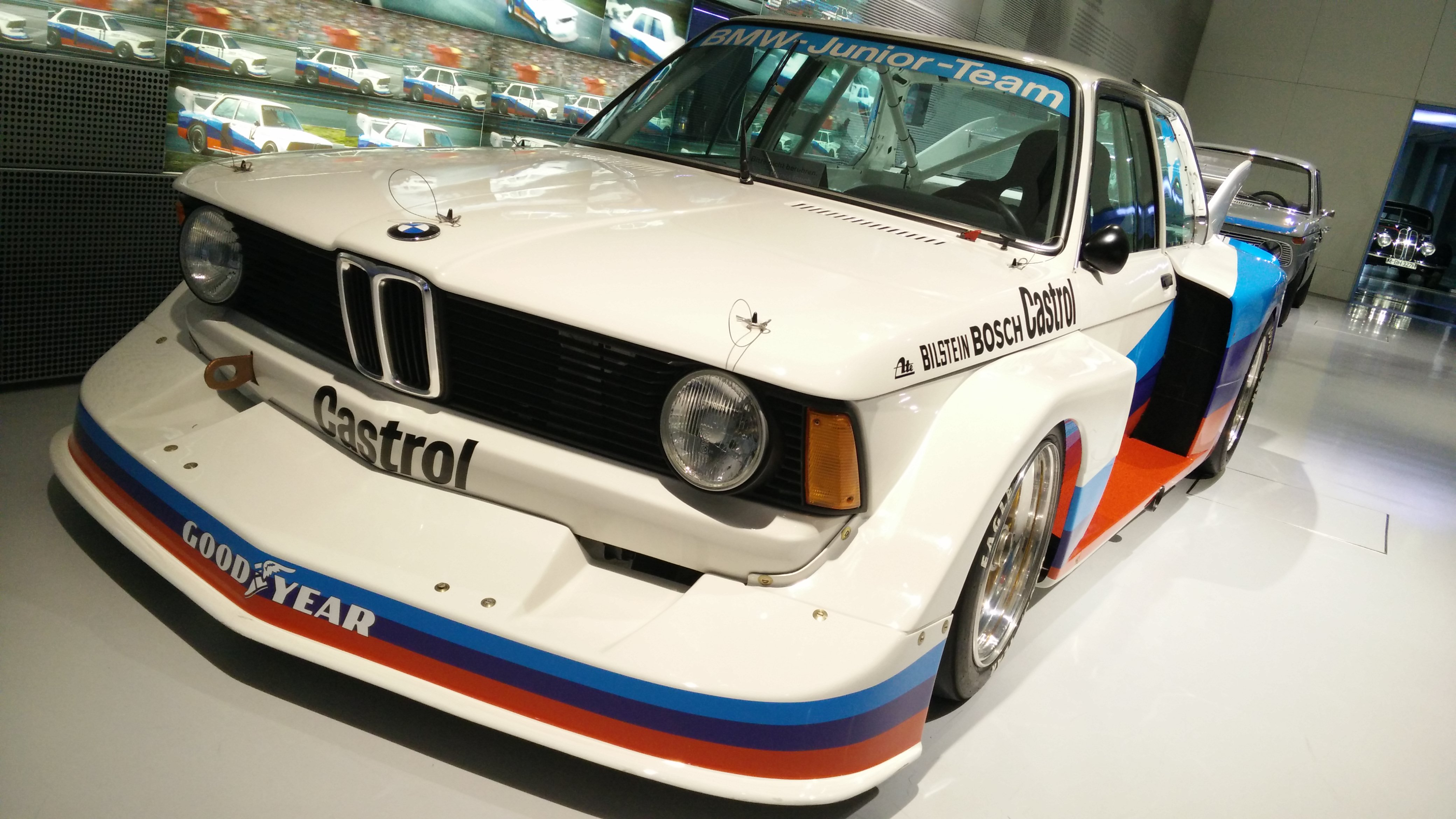
La BMW 320i Gruppo 5 in assetto corsa

Della E21, nel 1977, ne venne realizzata una versione da competizione omologata per la partecipazione alle competizioni Gruppo 5 in sostituzione della precedente 3.0 CSL. Dotata di un nuovo corpo vettura aerodinamico (che le valse il soprannome di Flying Brick) e di un propulsore da Formula 2 elaborato dalla BMW Motorsport per erogare 300 CV di potenza, la vettura venne impiegata dalla squadra ufficiale della casa tedesca e dal Team McLaren nel campionato statunitense IMSA. Inoltre venne impiegato dal BMW Junior Team, dove piloti emergenti come Manfred Winkelhock, Eddie Cheever e Marc Surer le permisero di vincere il Deutsche Rennsport Meisterschaft del 1977 e le edizioni 1981 e 1982 del Macau Guia Race.